# Eusphalera aurantidiscus
Eusphalera aurantidiscus är en fjärilsart som beskrevs av James John Joicey och Talbot 1924. Eusphalera aurantidiscus ingår i släktet Eusphalera och familjen bastardsvärmare. Inga underarter finns listade i Catalogue of Life.